# GOOYA
株式会社GOOYA（ごーや）は、東京都渋谷区に本社を置き、スマートフォンアプリ第三者検証・システム開発（Web/スマートデバイス/ソフトウェア）・人材アウトソーシング事業（Web/スマートデバイス/ソフトウェア開発）・メディア事業などを行う企業である。

## 沿革
- 2004年（平成16年） - 10月- 有限会社gooya設立　資本金300万円
- 2004年（平成16年） - 10月- 一般第二種電気通信事業届出　 A-16-7937
- 2005年（平成17年） -  4月- WEB制作、開発受託事業を開始
- 2006年（平成18年） - 10月- 有限会社gooyaを株式会社gooyaへ変更、資本金2,000万円へ増資
- 2007年（平成19年） -  2月- 資本金3,000万円へ増資
- 2007年（平成19年） -  4月- 大阪支社　開設
- 2007年（平成19年） -  5月- 有料職業紹介事業取得13-ユ-302200[2]
- 2007年（平成19年） -  7月- 一般労働者派遣取得　般13-302861[3]
- 2007年（平成19年） -  8月- 一般労働者派遣事業及び職業紹介事業を開始
- 2008年（平成20年） -  8月- プライバシーマーク取得[4]
- 2010年（平成22年） - 2月- プレゼント宅配サービス「ギフトナウ」ギフト事業を開始
- 2010年（平成22年） -6月- プレゼント宅配サービス「ギフトナウ」が「Yahoo！ショッピング」にサービス提供
- 2012年（平成24年） -10月- 資本金5,000万円へ増資、グループ会社 株式会社gooyaAd(現：株式会社SAKURUG) 設立
- 2013年（平成25年） - 5月- gooya(現：GOOYA) TECH CENTER 宮崎 開設[5]、スマートフォンアプリ第三者検証事業開始[6]
- 2013年（平成25年） - 6月- IT業界特化型求人サイト「なびく～る」開始
- 2014年（平成26年） - 5月- 株式会社GOOYAに社名変更
- 2016年（平成28年） - 12月- 福岡支社　開設
- 2017年（平成29年） - 10月- 横浜支社　開設
- 2017年（平成29年） - 11月- 東京本社移転　PMO渋谷へ移転
- 2018年（平成30年）- 3月-　資本金1億円へ増資